# 奥村栄輇
奥村 栄輇（おくむら よしあき、延享元年（1744年） - 明和元年12月29日（1765年1月20日））は、加賀八家奥村宗家第9代当主。
父は加賀藩年寄奥村修古。母は前田孝資の娘。正室は前田直躬の娘。養子は奥村尚寛。幼名は豊次郎、通称は助右衛門。
延享元年（1744年）、加賀藩年寄奥村修古の子として金沢に生まれる。宝暦4年（1754年）3月23日、父修古の死去により家督と1万7000石の知行を相続する。明和元年（1764年）12月29日没。享年21。墓所は野田山、戒名は寛広院仁甫道贒居士。家督は分家奥村隆振の次男尚寛が末期養子となって相続した。